# Agusta AZ.8L
Agusta AZ.8L, tudi Agusta-Zappata AZ.8L je bilo italijansko prototipno potniško letalo, ki je prvič poletelo 9. junija 1956. Bilo je povsem kovinske konstrukcije, imelo je nizko nameščeno kantilever krilo in pristajalno podvozje tipa tricikel. Letalo ni dobilo naročil, zato se je podjetje Agusta usmerilo v helikopterje.

## Specifikacije
Splošne značilnosti
- Posadka: 2 pilota
- Število sedežev: 26 potnikov
- Dolžina: 19,44 m (63 ft 9 in)
- Razpon kril: 25,5 m (83 ft 8 in)
- Višina: 6,66 m (21 ft 10 in)
- Površina kril: 66,8 m2 (719 sq ft)
- Teža praznega letala: 7.100 kg (15.653 lb)
- Bruto teža: 11.300 kg (24.912 lb)
- Pogon letala: 4 × Alvis Leonides 503/2 9-valjni zračnohlajeni zvezdasti motor, 400 kW (540 hp)  vsak
- Propelerji: št. lopatic: 3 s premenljivim vpadnim kotom

Zmogljivost
- Maks. hitrost: 427 km/h (265 mph; 231 kn)
- Doseg: 2.500 km (1.553 mi; 1.350 nmi)
- Višina leta: 7.500 m (24.606 ft)
- Hitrost vzpenjanja: 5 m/s (980 ft/min)